# کانون مدافعان حقوق بشر
کانون مدافعان حقوق بشر ایران (تأسیس ۱۳۸۱) کانونی حقوقی است که فعالیت خود را بر سه محور
- دفاع از زندانیان سیاسی ـ عقیدتی،
- اعلام موضع و نظر نسبت به موارد بارز نقض حقوق بشر،
- حمایت از خانواده فعالان سیاسی زندانی،

در چارچوب قوانین ایران اعلام کرده‌است.
شیرین عبادی این کانون را تنها تشکل مدنی در ایران اعلام کرده که پیش از آنکه در داخل کشور ثبت شود به عضویت فدراسیون بین‌المللی جوامع حقوق بشر درآمده و به ثبت بین‌المللی رسیده‌است.

## مؤسسین و اعضا
شیرین عبادی، برنده ایرانی جایزه صلح نوبل، محمد سیف‌زاده، محمدعلی دادخواه، عبدالفتاح سلطانی و محمد شریف کانون مدافعان حقوق بشر را تأسیس کرده‌اند که همه از وکلای دادگستری بوده و طی سال‌های اخیر دفاع از متهمان پرونده‌های سیاسی را به عهده داشته‌اند.
همچنین از اعضای کانون مدافعان حقوق بشر، می‌توان از نرگس محمدی، نایب رئیس این کانون و رئیس کمیته زنان آن و ژینوس سبحانی نام برد که هر دو مدتی در زندان اوین به سر می‌بردند.

## گزارش‌ها
زمستان ۱۳۸۶ :
- - بخش فعالان سیاسی - اجتماعی دگراندیش: ۷ نفر از این فعالان به مراجع امنیتی یا قضایی احضار، ۴۳ نفر بازداشت، ۱۸ نفر محاکمه و ۶۰ نفر نیز به مجازات‌های تعزیری یا سالب آزادی از قبیل شلاق و حبس محکوم شدند و یک نفر هم به اعدام رسید.
- - بخش کتاب و مطبوعات، نویسندگان و روزنامه نگاران :دست کم ۴۱ نفر از مدیران مسئول روزنامه‌ها و مجلات به محاکم احضار شدند و ۱۹ نفر از اصحاب رسانه، مدتی را در بازداشت به‌سر بردند. حدود ۶۸ جلسه محاکمه قضایی برگزار شد و ۳۲ نفر نیز به احکام جزایی اعم از حبس، شلاق و جریمه نقدی محکوم شدند.
- - بخش دانشجویی :دست کم ۱۷۸ نفر از دانشجویان ناراضی به کمیته‌های انضباطی احضار شدند و۴۵ نفر در دادسراهای عمومی و انقلاب بازجویی شدند. همچنین ۱۰۸ نفر دستگیر و بازداشت شدند، ۵ نفر محاکمه و در ۱۵ مورد هم محکومیت‌های جزایی برای آن‌ها به ثبت رسید. در این مدت همچنین ۵ نفر از دانشجویان و ۷ نفر از مدرسان دانشگاه اخراج شدند و در این میان دانشجویی نیز تحت شکنجه‌های مأموران امنیتی در سنندج به قتل رسید.
- - بخش زنان: دست کم ۳۱ نفر از فعالان زنان به دادسراها احضار شدند، ۸ نفر در محاکم محاکمه و قریب به ۴۱ نفر بازداشت شدند. همچنین احکام جزایی حبس، شلاق و جریمه نقدی برای ۹ نفر از زنان فعال صادر شد و دست کم سه سایت اینترنتی فعال در زمینه حقوق زنان فیلتر شد.

همچنین در این گزارش به موارد متعدد اعدام در سال گذشته اعتراض شده و اجرای حکم اعدام در مورد دست کم ۹ نفر از محکومان زیر ۱۸ سال گزارش شده‌است.
- - بخش معلمان و فرهنگیان:دست کم ۷۹۴ مورد کسر حقوق شغلی، ۲۴ مورد انفصال از خدمت، یک مورد محرومیت از تصدی پست ستادی، ۳ مورد بازنشستگی زودهنگام، ۴ مورد تعلیق از خدمت، ۶ مورد کاهش رتبه و گروه شغلی، ۴ مورد محرومیت از تدریس، ۵ مورد اخراج، یک مورد بازخرید از خدمت، یک مورد توبیخ با درج در پرونده، برکناری حدود ۸۰ مدیر و معاون از سمت خود و ۲۳ مورد تبعید، همچنین ۲۳ مورد احضار و بازجویی در دادسرا، ۲۵ مورد محاکمه در دادگاه‌های انقلاب، ۵۵ مورد بازداشت و ۱۹ مود حبس‌های تعزیری یا تعلیقی گزارش شده‌است.
- - بخش کارگران و اتحادیه‌های کارگری: دست کم ۳۶ مورد احضار به مراجع قضایی یا امنیتی، ۸ مورد محاکمه، ۳۱ مورد بازداشت و ۳۱ مورد حبس، ۷۸۹ مورد اخراج از کار، ۸۱۵۳ مورد عدم پرداخت به موقع حقوق و مزایا و ۶ مورد مرگ به علت عدم ایمنی محیط کار.

## ممنوعیت فعالیت
دبیرخانه کمیسیون ماده ۱۰قانون فعالیت احزاب و جمعیتها در ایران این تشکل را غیرقانونی اعلام کرد.

## شورای ملی صلح
به ابتکار و پیشنهاد این کانون، شورای ملی صلح یا عضویت سیاست‌مداران، فعالان دانشجویی و کارگری، اجتماعی و هنرمندان تشکیل گردید.